# Volcán Bárcena
Volcán Bárcena är en vulkan i Mexiko.   Den ligger i delstaten Colima, i den sydvästra delen av landet, 1 200 km väster om huvudstaden Mexico City. Toppen på Volcán Bárcena är 332 meter över havet.
Terrängen runt Volcán Bárcena är kuperad åt nordost, men åt nordost är den platt. Volcán Bárcena är den högsta punkten i trakten. Det finns inga samhällen i närheten.